# Fakulta pedagogická Západočeské univerzity
Fakulta pedagogická (FPE) je jednou z devíti fakult Západočeské univerzity v Plzni (ZČU). Byla zřízena již v roce 1948, tehdy jako pobočka pedagogické fakulty Univerzity Karlovy v Praze. Přes 40 let fungovala jako samostatná pedagogická fakulta v Plzni. Roku 1991 se stala součástí nově vytvořené Západočeské univerzity, která vznikla z původní Vysoké školy strojní a elektrotechnické a Pedagogické fakulty v Plzni.
Fakulta pedagogická připravuje studenty zejména k povolání učitele a je akreditována v bakalářských (Bc.), magisterských (Mgr.) a doktorských (Ph.D.) studijních programech. V roce 2020 získala Fakulta pedagogická nové akreditace od Ministerstva školství, mládeže a tělovýchovy. V současné době nabízí více než 60 akreditovaných studijních programů.
Fakulta pedagogická se mimo jiné věnuje také dalšímu vzdělávání, a to nejen pedagogických pracovníků. Pracoviště Celoživotní vzdělávání Fakulty pedagogické Západočeské univerzity v Plzni nabízí pro veřejnost více než 200 akreditovaných kurzů. Fakulta pedagogická připravuje také Dětskou univerzitu, či Univerzitu třetího věku
Fakulta pedagogická má také svoji pobočku v Chebu a budoucí učitele tak vzdělává i v Karlovarském kraji.

## Katedry a oddělení
Veleslavínova 42
- Děkanát
- Studijní oddělení
- Katedra anglického jazyka (KAN)
- Katedra českého jazyka a literatury (KČJ)
- Katedra německého jazyka (KNJ)
- Katedra ruského jazyka (KRJ)
- Katedra historie (KHI)
- Katedra chemie (KCH)

Klatovská třída 51
- Centrum tělesné výchovy a sportu (KTV)
- Katedra hudební výchovy a kultury (KHK)
- Katedra matematiky, fyziky a technické výchovy (KMT)
- Katedra výpočetní a didaktické techniky (KVD)
- Katedra výtvarné kultury (KVK)
- Univerzitní knihovna (UK)
- Středisko správy počítačové sítě (SSPS)

Chodské náměstí 1

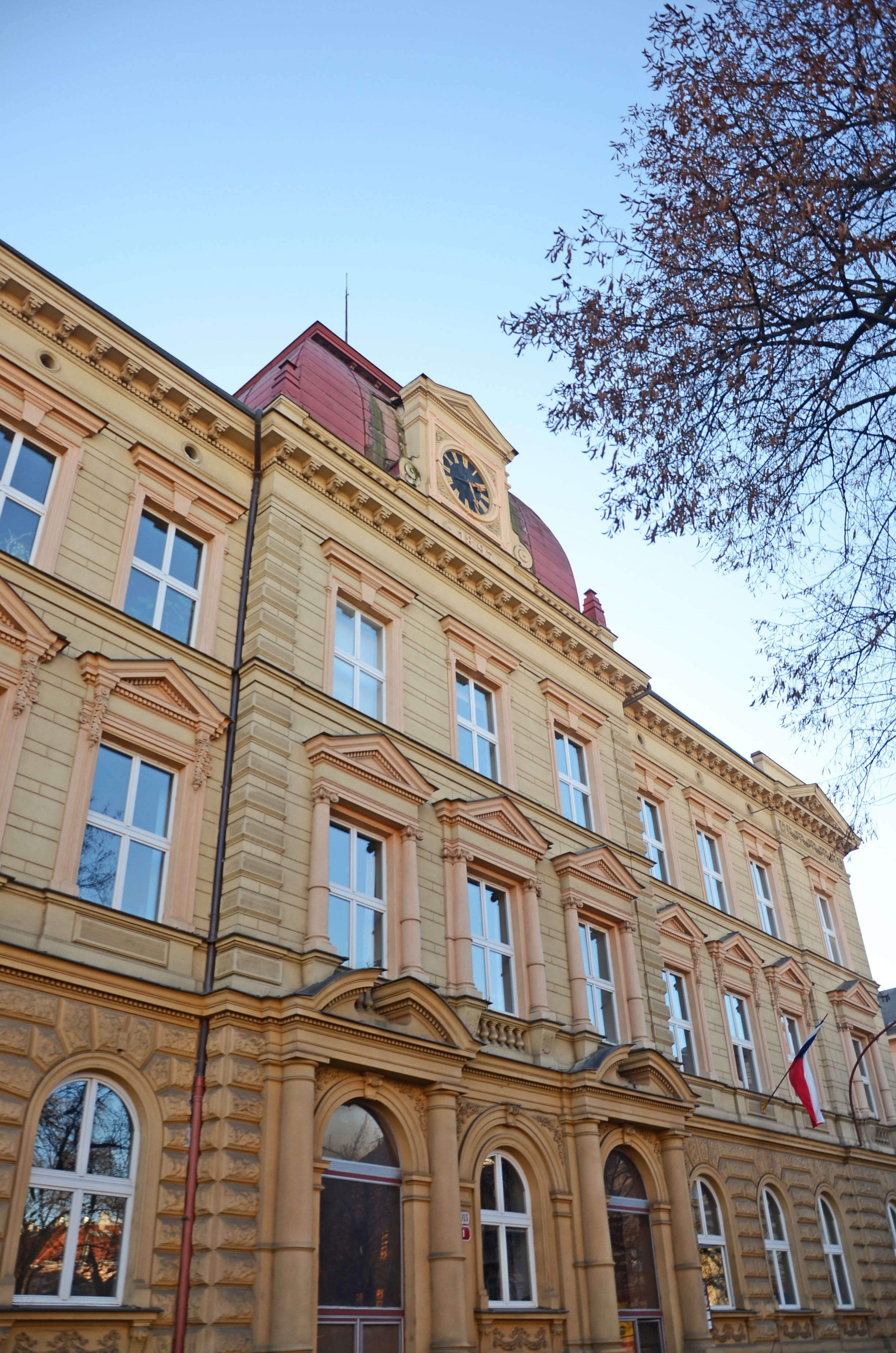
Budova fakulty na Chodském náměstí

- Centrum biologie, geověd a envigogiky (CBG)
- Katedra pedagogiky (KPG)
- Učitelství pro 1. stupeň ZŠ a Učitelství pro MŠ (v rámci KPG)
- Katedra psychologie (KPS)

## Seznam děkanů Fakulty pedagogické ZČU

#### Seznam děkanů fakulty
- JUDr. Jaroslav Krofta (1949–1953, poté 1953–1959 ředitel Vyšší školy pedagogické)
- doc. Zdeněk Ungerman (ředitel Pedagogického institutu v Plzni 1959–1961)
- Josef Frouz, prom. fil. (ředitel Pedagogického institutu v Plzni 1961–1964)
- prof. PhDr. Jindřich Vacek, CSc. (1964–1972)
- prof. PhDr. Vladimír Brichta, CSc. (1972–1989)
- doc. Ing. Jiří Pyšek, CSc. (1989–1991)
- doc. RNDr. Jaroslav Drábek, CSc. (1991–1995)
- doc. PaedDr. Václav Havel, CSc. (1995–2001)
- doc. PhDr. Jana Miňhová, CSc. (2001–2007)
- doc. PaedDr. Jana Coufalová, CSc. (2007–2015)
- RNDr. Miroslav Randa, Ph.D. (2015–2019)
- doc. RNDr. Pavel Mentlík, Ph.D. (od 2019)

## Významní absolventi
- Jaroslav Borka
- Lilian Sarah Fischerová
- Ladislav Fládr
- Vladimír Hrubý
- Václav Chaloupek
- Petr Jančařík
- Vladimír Kulhánek
- Václav Lebeda
- Jan Mareš
- Pavel Markvart
- Ilona Mauritzová
- Ivo Mička
- Miroslav Nenutil
- Miroslava Nová
- Pavel Samiec
- Jan Sojka
- Jan Trávníček
- Jiří Valenta
- Vladimír Vokál
- Petr Zahradníček